# DACQUOISE DECO
DACQUOISE DECO（ダックワーズ デコ）は、香川県木田郡三木町にて製菓事業・観光土産品を手がける株式会社マルシンで製造販売されているダックワーズ専門の洋菓子ブランド。

## 概要
瀬戸内国際芸術祭2019あつまる夏の開催日である2019年7月19日より、「ソラシオ」「オリーブ」の限定味を含むパッケージが直島と小豆島で先行販売されている。